# 三宅民夫
三宅 民夫（みやけ たみお、1952年7月13日 - ）は、NHKの元エグゼクティブアナウンサー（理事待遇）で、現在フリーアナウンサー。

## 人物
東海高等学校、早稲田大学政治経済学部卒業後、1975年NHK入局。盛岡での新人時代にアメリカ・ボストンに語学留学した経験を持つ。1981年～1985年京都放送局勤務を経て、1985年に東京アナウンス室に異動。東京に移ってからは報道からバラエティまで多彩なジャンルの番組を担当している。
1990年チーフアナウンサー、2000年エグゼクティブアナウンサー。2009年6月理事待遇エグゼクティブアナウンサーとなる。
実父は名古屋大学名誉教授で労働法学者の三宅正男。「民夫」という名前は民法から採られた。また、自身と同じ年（1975年）にアナウンサーとして毎日放送へ入社した結城哲郎（現在はフリーアナウンサー）とは遠縁の関係にある（三宅の妻が結城の妻の実妹）。
先輩である鈴木健二のことを尊敬しており、アナウンサーを目指したきっかけも鈴木の存在が大きいと語っている。
学生時代、就職試験でTBSも受験したが、落ちたことを明かしている。
2017年7月末に退職しフリーに。

## 現在の出演番組
- 鶴瓶の家族に乾杯（2019年4月1日 - 、総合テレビ） - ナレーション
- まるっと!（NHK名古屋） -「三宅民夫の東海DIVE」
- サンドのこれが東北魂だ（東北放送制作TBS系6局ブロックネット、毎年1月下旬） - ナレーション

## 過去の出演番組

### NHK時代
- FMリクエストアワー(NHK盛岡・京都)
- スタジオドキュメント あなたならどうする（司会、1988年度・1989年度）
- 実践はなしことば（1990年）
- NHKスペシャル『電子立国日本の自叙伝』（ディレクター・相田洋の聞き手。1991〜1992・全6回）
- ひるどき日本列島（リポーター、1991年度・1992年度）
- ライバル日本史（1994年度・1995年度）
- NHKスペシャル『新・電子立国』（前シリーズと同じ。1995年度・全9回）
- 大黒柱ものがたり（1996年度）
- NHK日曜プラザ（1996年度）
- NHKニュースおはよう日本 平日7時台（1997年度 - 2003年度）
- インタビュー紀行 こだわってふるさと（1997年度 - 1998年度）
- NHK紅白歌合戦 総合司会（2001年度・2002年度・2006年度）
- 土曜インタビュー（2004年度）
- 探検ロマン世界遺産（ナレーション、2005年4月 - 2009年3月）
- 大河ドラマ『功名が辻』（ナレーション、2006年）
  - 『探検ロマン世界遺産』は一時降板したが、こちらは原則録音だったため休まなかった。解説役として第44話では自ら出演した。
- NHKスペシャル『日本とアメリカ』（案内役、語り手。2008年2月・全3回）
- 北京オリンピック開会式中継
  - 過去の体調不良などを考慮し、式典のみを担当した。パートナーは青山祐子アナと谷村新司。
- 体感生中継!46年ぶりの皆既日食（2009年7月22日。午前の部。司会を担当）
- 体感!46年ぶりの皆既日食（2009年7月22日。午後の部。司会を担当）
- 紅白歌合戦 A to Z（2009年12月30日。司会）
- 2011年3月の東北地方太平洋沖地震では、初任地の盛岡局に応援で派遣され、災害情報を中心にローカルニュースを担当した。
- 明日へ〜震災から半年（2011年9月11日。滝島雅子とともに司会を担当）
- 日本の、これから （司会）
- アニメ もしドラ（ナレーション）
- ETV特集 シリーズ「日本と朝鮮半島2千年」（司会）
- 明日へ－支えあおう－キャスター（2012年4月 - 2014年3月）
- ザ・プレミアム 深海のロストワールド 追跡!謎の古代魚 (2015年3月21日、BSプレミアム) - ナレーション
- NHKスペシャル「象徴天皇 模索の歳月」（2016年8月8日。進行役）
- NHKスペシャル「徹底解明 100歳の世界」（2016年10月29日。進行役）
- 1942年のプレイボール（2017年8月12日。ナレーション）
- 100年インタビュー（聞き手）
- NHKスペシャル「日本新生 市民討論」（司会）
- 絆うた（ラジオ第1　ディスクジョッキー）
- 三宅民夫のNEWS DIVE（NHK名古屋「ほっとイブニング」、水曜日コーナー）

### フリー転向後
※特に表記のないものはNHK。
- 1942年のプレイボール (2017年8月12日) - ナレーション
- 家族のキモチ (2017年10月8日、東海テレビ) - ナレーション
- 深海大スペシャル「驚異のモンスター大集合!」(2017年12月30日)[5] - ナレーション
- 知床シャチ 謎の大集団を追え (2018年10月28日) - ナレーション
- NHKスペシャル
  - 「サグラダ・ファミリア 天才ガウディの謎に挑む」(2019年1月6日) - ナレーション
  - 「詐欺の子」(2019年3月23日) - ニュースキャスター役
  - ディープオーシャンII 紅海 世界初!深海の魔境に挑む (2023年7月23日) - ナレーション
- ラジオ深夜便 隔週火曜日アンカー (2018年度)
- 三宅民夫のマイあさ！ (2019年4月1日 - 2022年4月1日、ラジオ第1) - アンカー
- BSプレミアムがお引っ越し!カウントダウンSP (2023年11月30日、BS1, BSプレミアム) - 司会[6]

## 同期のアナウンサー
- 後藤繁榮
- 桜井洋子
- 末田正雄
- 鈴木桂一郎
- 高橋淳之
- 徳田章
- 山下信

## 関連書籍
- 三宅民夫『言葉のチカラ』[7]（NHK出版 2013年）